# Eric Christmas
Eric Cuthbert Christmas (Londra, 19 marzo 1916 – Camarillo, 22 luglio 2000) è stato un attore britannico.

## Biografia
Nel 1936 frequentò la Royal Academy of Dramatic Art e due anni dopo, nel 1938 incominciò a lavorare come attore in film cinema e serie televisive. 
Smise di recitare nel 1998, dopo una carriera durata 60 anni e due anni prima di morire, nel 2000 all'età di 84 anni, per un cancro alla prostata.

## Filmografia parziale

### Cinema
- Monty Walsh, un uomo duro a morire (Monte Walsh), regia di William A. Fraker (1970)
- Andromeda (The Andromeda Strain), regia di Robert Wise (1971)
- E Johnny prese il fucile (Johnny Got His Gun), regia di Dalton Trumbo (1971)
- Harold e Maude (Harold and Maude), regia di Hal Ashby (1971)
- Gli ultimi fuochi (The Last Tycoon), regia di Elia Kazan (1976)
- Un nemico del popolo (An Enemy of the People), regia di George Schaefer (1978)
- Pomodori assassini (Attack of the Killer Tomatoes!), regia di John De Bello (1978)
- La voglia addosso (Middle Age Crazy), regia di John Trent (1980)
- Porky's - Questi pazzi pazzi porcelloni! (Porky's), regia di Bob Clark (1981)
- Porky's II - Il giorno dopo (Porky's II: The Next Day), regia di Bob Clark (1983)
- Philadelphia Experiment (The Philadelphia Experiment), regia di Stewart Raffill (1984)
- Ho sposato un fantasma (All of Me), regia di Carl Reiner (1984)
- Porky's III - La rivincita! (Porky's Revenge), regia di James Komack (1985)
- Bugsy, regia di Barry Levinson (1991)
- Morte apparente (Almost Dead), regia di Ruben Preuss (1994)
- Air Bud - Campione a quattro zampe (Air Bud), regia di Charles Martin Smith (1997)
- Un topolino sotto sfratto (Mousehunt), regia di Gore Verbinski (1997)

### Televisione
- Bonanza – serie TV, episodio 11x11 (1969)
- Il virginiano (The Virginian) – serie TV, episodi 9x14-9x21-9x24 (1971)
- La casa nella prateria (Little House on the Prairie) – serie TV, episodio 9x19 (1983)
- Walker Texas Ranger (Walker, Texas Ranger) – serie TV, episodio 3x21 (1995)
- X-Files (The X-Files) – serie TV, episodio 2x11 (1995)
- E.R. - Medici in prima linea (ER) – serie TV, 1 episodio (1996)

## Doppiatori italiani
Nelle versioni in italiano delle opere in cui ha recitato, Eric Christmas è stato doppiato da:
- Gianni Bonagura in Porky's - Questi pazzi pazzi porcelloni!, Porky's II - Il giorno dopo, Porky's III - La rivincita!
- Michele Malaspina in Harold e Maude
- Aldo Barberito in La casa nella prateria
- Sandro Tuminelli in Philadelphia Experiment
- Mario Mastria in Ho sposato un fantasma
- Carlo Reali in ALF
- Vincenzo Ferro in X-Files
- Mario Milita in E.R. - Medici in prima linea
- Sergio Graziani in Air Bud - Campione a quattro zampe